# 丁陂乡
丁陂乡，是中华人民共和国江西省赣州市瑞金市下辖的一个乡镇级行政单位。

## 行政区划
丁陂乡下辖以下地区：
丁陂村、里田村、水溪村、山溪村、山潭村和山龙村。